# Rio Uruará
O rio Uruará é um curso de água afluente do rio Amazonas. 

## Localização
Tecnicamente, o rio Uruará é um igarapé de porte médio, mas que convencionou-se ser chamado assim pela população local. Sua nascente fica em local incerto ao sudoeste da BR-230, Rodovia Transamazônica, devido ao fato de não haver estudos locais sobre a posição exata de sua nascente. Atravessa a Transamazônica a 160km de Altamira e cruza a floresta Amazônica no sentido norte, recebendo água de seus afluentes, o qual podemos destacar o igarapé da Malária e Igarapé Uirapuru, ao sul da Transamazônica, rio Santa Marina, igarapé Maravilha e rio Tutuí, este, a 80km da cidade de Uruará ao norte da mesma rodovia. No encontro com o rio Tutuí, é onde tem a sua maior largura, que pode chegar até 120m próximo à sua foz junto ao rio Curuá, este formado pela afluência dos rios Curuá-Una e rio Curuá-Tinga. Juntos, correm a sentido nordeste por mais 30km até desembocar no rio Amazonas.

## Fauna
O rio Uruará possui em toda sua extensão apenas uma ponte de concreto que fica no encontro com a rodovia transamazônica no km 160 trecho Altamira - Ruropolis.
Por ser afluente do rio Amazônas, tem uma variedade enorme de peixes, tanto de couro, como peixes de escamas, os quais podemos destacar a cachara, o pacu, o piau, a pirapitinga, o tambaqui, a pirarara. As épocas mais apropriadas para pesca compreendem os meses de junho a janeiro, época de água mais baixa na região amazônica.